# Лосон (Міссурі)
Лосон (англ. Lawson) — місто (англ. city) в США, в округах Рей, Клінтон і Клей штату Міссурі. Населення — 2541 особа (2020).

## Географія
Лосон розташований за координатами 39°25′59″ пн. ш. 94°13′13″ зх. д. / 39.43306° пн. ш. 94.22028° зх. д. (39.432964, -94.220311).  За даними Бюро перепису населення США в 2010 році місто мало площу 6,72 км², з яких 6,56 км² — суходіл та 0,15 км² — водойми.

## Демографія
Згідно з переписом 2010 року, у місті мешкали 2473 особи в 876 домогосподарствах у складі 676 родин. Густота населення становила 368 осіб/км².  Було 937 помешкань (140/км²).
Расовий склад населення:
| - 97,4 % — білих - 0,7 % — корінних американців - 0,2 % — азіатів - 0,1 % — чорних або афроамериканців |

До двох чи більше рас належало 1,4 %. Частка іспаномовних становила 1,1 % від усіх жителів.
За віковим діапазоном населення розподілялося таким чином: 31,2 % — особи молодші 18 років, 57,0 % — особи у віці 18—64 років, 11,8 % — особи у віці 65 років та старші. Медіана віку мешканця становила 33,1 року. На 100 осіб жіночої статі у місті припадало 94,3 чоловіків;  на 100 жінок у віці від 18 років та старших — 88,2 чоловіків також старших 18 років.
Середній дохід на одне домашнє господарство  становив 59 018 доларів США (медіана — 50 000), а середній дохід на одну сім'ю — 73 513 долари (медіана — 59 063). Медіана доходів становила 46 250 доларів для чоловіків та 37 174 долари для жінок. За межею бідності перебувало 12,0 % осіб, у тому числі 16,9 % дітей у віці до 18 років та 8,9 % осіб у віці 65 років та старших.
Цивільне працевлаштоване населення становило 947 осіб. Основні галузі зайнятості: освіта, охорона здоров'я та соціальна допомога — 22,5 %, виробництво — 16,6 %, роздрібна торгівля — 9,1 %, транспорт — 9,0 %.